# Lanzenbach (Bühler)
Der Lanzenbach ist ein Bach im Landkreis Schwäbisch Hall im Nordosten Baden-Württembergs, größtenteils im Gebiet der Kleinstadt Vellberg, der nach etwa 4 km langem Lauf ungefähr nach Südwesten vor dem Vellberger Weiler Eschenau von rechts und Nordosten in die mittlere Bühler mündet.

## Geographie

### Verlauf
Der Lanzenbach entspringt wenig südöstlich des Weilers Steinehaig der Gemeinde Frankenhardt auf etwa 461 m ü. NHN nahe an einem Einzelgebäude am Waldrand des Hanglich. Dort beginnt er zwischen dem Hanglich links und dem Rain seinen Lauf, auf dem er nach seinem anfänglichen Waldabschnitt am Fuß der Talsteige der L 1064 Gründelhardt–Vellberg von Westen den Hanglichbach aufnimmt, worauf er auf nunmehr Vellberger Gemarkung in offener Flur weiterläuft und gleich danach vom Egertenbach von rechts verstärkt wird.
In weiter Mulde fließt er neben der L 1024 auf den rechts am Lauf liegenden Weiler Schneckenweiler zu, etwas vor welchem ihn von links der Lindenbach und von rechts der Stockäckergraben erreicht. Unterhalb von Schneckenweiler passiert er das auf der anderen Bachseite liegende Merkelbach, wobei er die von der Landesstraße abzweigende K 2619 Merkelbach–Untersontheim unterquert. Unterhalb von Merkelbach läuft er teils in einem Graben, teils verdolt durch den Eschenauer Muschelkalk-Steinbruch. Danach fließt er ein nurmehr kurzes Stück weit durch die rechte Wiesenaue des Flusses und mündet auf etwa 351 m ü. NHN von rechts in die Bühler.
Der Lanzenbach mündet nach etwa 4,0 km langem Lauf mit mittlerem Sohlgefälle von rund 27 ‰ etwa 110 Höhenmeter unterhalb seines Ursprungs bei Steinehaig.

### Einzugsgebiet
Das Einzugsgebiet des Lanzenbachs umfasst etwa 5,0 km². Es liegt naturräumlich überwiegend im Teilraum Burgberg-Vorhöhen und Speltachbucht des Unterraums Ellwanger Berge und Randhöhen der Schwäbisch-Fränkischen Waldberge, mit dem oberen Tal und den sich beidseits der Talmulde wie Backen südwestwärts weit zum Bühlertal hinziehenden Bergrücken aus Hahnenberg (bis 506,7 m ü. NHN) und Hammerberg linksseits sowie Hackenberg (bis 511,6 m ü. NHN) und Schlegelsberg rechtsseits. Das Untertal dagegen gehört zum Unterraum Vellberger Bucht des Nachbar-Naturraums Hohenloher und Haller Ebene.
Das Gebiet hat an den Hängen und auf den größeren Höhen einen großen Waldanteil, auf den mittleren Höhenplattformen (Schlegelsberg, Gewanne Birnbach und Lindenbühl) liegen Äcker, in der Talmulde herrscht das Grünland vor. Etwa ein Sechstel des Einzugsgebietes im Osten gehört zur Gemeinde Frankenhardt, von dem die eine Hälfte des Weilers Steinehaig innerhalb liegt. Im übrigen Gebiet, das zur Stadt Vellberg gehört, liegen die kleinen Weiler Schneckenweiler rechts und Merkelbach links am Lauf, zwei Aussiedlerhöfe des Weilers Eschenau am unteren rechten Hang und die Einrichtungen des am Talende liegenden Eschenauer Steinbruchs am dort regulierten bzw. verdolten Bach.
Reihum grenzen die Einzugsgebiete der folgenden Nachbargewässer an:
- Im Nordwesten und Norden liegt jenseits von Schlegelsberg und Hackenberg das Talsystem des Echtbachs, der über den Aalenbach abwärts des Lanzenbachs in die Bühler mündet;
- im Osten liegen die Quellgebiete der oberen Zweige des Oberlaufs Buchbach der Speltach, die über die Jagst in den Neckar entwässert, während das Bühlerwasser diesen über den Kocher erreicht;
- im Südosten jenseits des Hahnenbergs liegt das Tal des Nesselbachs, der weit aufwärts die Bühler speist;
- im Süden fließt der Hambach kurz vor dem Lanzenbach in die Bühler.

### Zuflüsse und Seen
Liste der Zuflüsse und  Seen von der Quelle zur Mündung. Belege für die Angaben bei bestehenden Artikeln in diesen, sonst Gewässerlänge, Seefläche, Einzugsgebiet und Höhe nach den entsprechenden Layern auf der Onlinekarte der LUBW. Andere Quellen für die Angaben sind vermerkt.
Ursprung des Lanzenbachs auf etwa 461 m ü. NHN südöstlich von Frankenhardt-Steinehaig nahe einem Einzelgebäude vor dem Waldgewann Hanglich.
- Hanglichbach, von links und Osten auf ca. 397 m ü. NHN am Steigenfuß der L 1064 von Frankenhardt-Spaichbühl nach Vellberg-Schneckenweiler hinunter, 0,7 km und ca. 0,4 km².
- Egertenbach, von rechts und Norden auf ca. 393 m ü. NHN, ca. 0,7 km und ca. 0,3 km².
- (Graben vom Ilgersholz), von rechts und insgesamt Westnordwesten auf etwa 384 m ü. NHN am Feldweg zum Gewann Birnbach, ca. 0,5 km und ca. 0,3 km². Entsteht auf etwa 400 m ü. NHN im Auslaufbereich einer Talmulde im unteren Ilgersholz.
- Lindenbach, von links und Südosten auf ca. 382 m ü. NHN 300 Meter vor dem Ortsrand von Schneckenweiler, 0,8 km und ca. 0,3 km².
- Stockäckergraben, von rechts und insgesamt Westnordwesten auf ca. 378 m ü. NHN noch vor Schneckenweiler, 0,9 km bzw. (mit längerem Oberlauf) ca. 1,1 km und ca. 0,7 km².
- Östlich von Merkelbach liegen auf Höhen um 385 m ü. NHN zwei Teiche in einer zur Lanzenbachaue hin sich weitenden Mulde im Hangwald Weißenstein, zusammen 0,3 ha. Ohne erkennbaren offenen Abfluss.
- (Graben), von links und Osten auf etwa 368 m ü. NHN bei Vellberg-Merkelbach, ca. 0,3 km und deutlich unter 0,1 km². Entsteht auf etwa 380 m ü. NHN am Ostrand von Merkelbach, an dem er nördlich vorbeifließt.
- Merkelbach, von links und Ostnordosten auf ca. 363 m ü. NHN zwischen Merkelbach und dem Eschenauer Steinbruch, 0,3 km und ca. 0,4 km². Auengraben.

Mündung des Lanzenbachs von rechts und zuallerletzt Osten auf ca. 351 m ü. NHN in die mittlere Bühler oberhalb von Eschenau und wenig westlich des Eschenauer Steinbruchs. Der Lanzenbachs ist ca. 4,0 km lang und hat ein ca. 5,0 km² großes Einzugsgebiet.

## Geologie
Im größten Teil des Einzugsgebietes, nämlich in der Talmulde bis fast hinunter zum Steinbruch und weit ihre Hänge hinauf, steht Gipskeuper (Grabfeld-Formation) an. Darüber gibt es eine Hangverebnung im Schilfsandstein (Stuttgart-Formation), der oberhalb des Talanfangs gegenüber dem Buchbach-Einzugsgebiet neben dem Gipskeuper die höchste Schicht ist und auch auf dem Schlegelsberg, während beidseits des oberen Tales auf Hahnenberg und Hackenberg die Hänge sich über die Unteren Bunten Mergel (Steigerwald-Formation) bis zu Hochflächen aus Kieselsandstein (Hassberge-Formation) erheben. Kurz vor dem Steinbruch liegt an den untersten Talhängen etwas an Lettenkeuper (Erfurt-Formation). Danach quert im Bereich des Steinbruchs die Störungslinie der Vellberger Verwerfung das Tal, deren nordöstliche Scholle gegenüber der südwestlichen um Dutzende Meter tiefer liegt, weshalb der Bach hier recht abrupt in den Oberen Muschelkalk wechselt. Die Störung ist derzeit (Stand: 2010) am Rand der Abbruchkante des Steinbruchs vor dem Hammerberg an einem Schichtenversatz deutlich zu erkennen.
Am oberen Hackenberghang ist im Quellgebiet des Egertenbachs eine Hangscholle linienförmig abgerissen und talwärts abgerutscht. An den unteren zeigen sich die typischen unruhigen Hänge des Gipskeupers mit Dolinen, furchigen Mulden, krummstehenden Obstbaumstämmen und auf der Karte oszillierenden Höhenlinien. Am Mittellauf liegen linksseits über der Corbula-Bank des Gipskeupers die zwei mittleren Höhenpodeste der zwei Ackergewanne Lindenbühl und Birnbach. Vom Steigenfuß der L 1064 an bis zum Steinbruch läuft der Bach in einem Band aus teils vergleichsweise breiten holozänen Auenlehmen.

## Charakter
Der Bachlauf bis zum Eintritt in die offene Flur ist, auch bei den Zuflüssen, recht naturbelassen. In der weiten Talmulde erkennt man, je weiter talwärts, desto mehr, an Verlauf und Bettprofil den menschlichen Eingriff. Durch den Steinbruch, dessen unterste Abbausohle tief unterm Bachniveau liegt, wird der Lanzenbach unterirdisch oder unscheinbar in einer eingesenkten Rinne neben einer Betriebsstraße geführt.

### LUBW
Amtliche Online-Gewässerkarte mit passendem Ausschnitt und den hier benutzten Layern: Lauf und Einzugsgebiet des Lanzenbachs

Allgemeiner Einstieg ohne Voreinstellungen und Layer: Daten- und Kartendienst der Landesanstalt für Umwelt Baden-Württemberg (LUBW) (Hinweise)
1. 1 2 3  Höhe nach dem Höhenlinienbild auf dem Hintergrundlayer Topographische Karte.
2. 1 2  Länge nach dem Layer Gewässernetz (AWGN), ergänzt um ein kleines, auf der Gewässerkarte nicht berücksichtigtes Anfangsstück, das auf dem Hintergrundlayer Topographische Karte abgemessen wurde.
3. 1 2 3  Einzugsgebiet abgemessen auf dem Hintergrundlayer Topographische Karte.
4. 1 2  Höhe nach grauer Beschriftung auf dem Hintergrundlayer Topographische Karte.
5. ↑  Länge abgemessen auf dem Hintergrundlayer Topographische Karte.
6. ↑  Seefläche nach dem Layer Stehende Gewässer.

### Andere Belege
1. ↑  Wolf-Dieter Sick: Geographische Landesaufnahme: Die naturräumlichen Einheiten auf Blatt 162 Rothenburg o. d. Tauber. Bundesanstalt für Landeskunde, Bad Godesberg 1962. → Online-Karte (PDF; 4,7 MB)
2. ↑  Geologie nach den Layern zu Geologische Karte 1:50.000 auf: Mapserver des Landesamtes für Geologie, Rohstoffe und Bergbau (LGRB) (Hinweise). Ein ähnliches Bild bietet die unter → Literatur aufgeführte geologische Karte.